# Dimitrie Gusti
Dimitrie Gusti (Jászvásár, Románia, 1880. február 13. – Bukarest, 1955. október 30.) román szociológus, történész, filozófus, esztéta, iskolateremtő szociológus. A Román Akadémia tagja (1919–55), majd elnöke (1944-46). Oktatási miniszter (1932–33). Egyetemi tanár (Iaşi, Bukarest). Legnagyobb érdeme a romániai falukutató mozgalom elindítása és monografikus módszerekkel való megvalósítása, ez utóbbinak lényege az, hogy a falukutatást tudatosan számos diszciplína felől közelítette meg, kutató csoportjaiban a társadalomtudományi szakemberek, az orvosok, a mérnökök, a mezőgazdászok, a tanárok, a zenészek, az írók, a nyelvészek, az etnográfusok stb. mind helyet és feladatot kaptak. D. Gusti módszertani újításainak következtében helyezte fel Romániát a világ »szociológiai térképére.«

## Élete
Elemi és középiskolai tanulmányait szülővárosában végezte bentlakásos iskolában, mivel szülei (Stefan Gusti és Natalie) földjén élt. Érettségi (1898) után beiratkozott a Iaşi-i Egyetemre, ahol történelmet, szociológiát és közgazdaságtant tanult, de hamarosan, már 1899-ben Berlinbe ment a Friedrich-Wilhelm Egyetemre, filozófiai, társadalomtudományi és szociológiai tanulmányokat folytatott. Jeles szociológusok előadásait hallgatta (Georg Simmel, Gustav von Schmoller és Wilhelm Dilthey). 1900-ban Lipcsébe ment, a Lipcsei Egyetemen Wilhelm Wundttól kísérleti pszichológiát, társadalom-gazdaságtant pedig Karl Büchertől tanult. 1904-ben Lipcsében védte meg német nyelvű disszertációját, címe: „Egoismus und Altruismus. Zur soziologischen Motivation des praktischen” = Egoizmus és altruizmus : a praktikus akarat szociológiai motívációjához. Elnyerte a filozófia tudományok doktora címet.
A több irányban tájékozódó (filozófia, közgazdaságtan, szociológia, pszichológia, jog, etika, politikatudomány) fiatal tudós 1905-ben visszatért Berlinbe, ahol leginkább Gustav von Schmoller szemináriumain vett részt. Berlinből visszatért Romániába, ahol a Jászvásári Egyetem ókori filozófia és etika tanszékén megpályázott egy tanári állást, az állást nem nyerte el, de ez nem szegte kedvét, elutazott Párizsba, s ott Émile Durkheim francia szociológus és antropológus munkáit tanulmányozta, majd az angolokat, a szociáldarwinistákat, köztük Herbert Spencert. D. Gusti érdeklődése végképpen a szociológia felé fordult, 1909-ben tanulmányban adott számot kialakult rendszeréről: „A társadalomtudományok, a szociológia, a politika és az etika a maguk egységes összefüggésében : bevezető megjegyzések egy rendszerhez”
Hamarosan (1910) bekerült a jászvásári egyetemre, s javaslatot tett egy moldvai falu monográfiájának elkészítésére. Az I. világháború alatt megjelent A háború szociológiája (Sociologia rǎzboiului) című könyve, megalapította a Társadalmi Tanulmányok és Reform Társaságot (Asociația pentru studiul și reforma socialǎ, 1919–1921), (a későbbi Román Társadalmi Intézetet, Institutul Social Româna, 1921–1939, 1944–1948), a háború után ő lett a Jászvásári Egyetem bölcsészettudományi karának dékánja. A Román Akadémia levelező (1918), majd 1919-ben rendes tagjává választotta.
1920-ban útja a bukaresti egyetemre vezetett, ahol ő hamarosan a szociológiai kutatások iskolateremtő professzora lett, megalapította az empirikusan orientált monográfiák bukaresti szociológiai iskoláját, röviden: Bukaresti Iskolát. 1925–1948 közt tanítványaival és követőivel jelentős számú falu vizsgálatát bonyolították le, módszeres vizsgálatokat, adatfeldolgozásokat végeztek. A hosszú nyomdai átfutási idő miatt az elsőként vizsgált falu, a moldvai Nereju monográfiája majd csak 1939-ben jelent meg.
Jelentős szerepe volt az 1930-as romániai népszámlálás lebonyolításában, a népszámlálás főigazgatója Sabin Maniuilǎ, a népszámlálási bizottság elnöke és a tudományos munkálatok vezetője D. Gusti volt. Olyan elveket fektetett le például a nemzetiségstatisztika vonatkozásában, amelyek ma is irányadóak lehetnek a romániai nemzetstatisztikusok számára. Dimirie Gusti politikailag a Parasztpárthoz csatlakozott, 1932–33-ban ő volt az oktatási miniszter, de lemondott, mert az ő toleráns politikai beállítottságával nem tudott együttműködni II. Károly király autoriter fordulatával, a Vasgárda náci politikájával, majd az 1940-es Antonescu vezette diktatúrával. D. Gusti maradt egyetemi tanár, folytatta kutatásait, 1936-ban román szociológiai szakfolyóiratot alapított Sociologie Românescâ (1936–1944) címen, ugyanebben az évben megalapította a bukaresti falumúzeumot (Muzeul Satului), ebben segítségére volt Victor Ion Popa, Henri H. Stahl és Gheorghe Focşa.
1944–1946 közt őt választották a Román Akadémia elnökévé, ekkor már egész Európában, s az Amerikai Egyesült Államokban is nemzetközileg elismert szociológus volt. A Lipcsei Egyetem 1934-ben díszdoktorává avatta, majd a New York-i School of Social Research tiszteletbeli professzorává választotta. A II. világháború után számos meghívást kapott amerikai egyetemekre (Chicagói Egyetem, Harvard Egyetem, Yale Egyetem), hogy tartson előadásokat monografikus falukutató módszeréről. A kommunista rendszer romániai bevezetésekor igyekezett őt magának megnyerni a Román Kommunista Párt, ez nem sikerült, de a Román–Szovjet Baráti Társaságban való működést vállalta, s azt, hogy jeles nemzeti ünnepeken (ahova meghívja a hatalom) jelen lesz.
1955-ben érte a halál, a bukaresti Bellu temetőben nyugszik.

## Gusti monografikus falukutató módszere
D. Gusti kutatási területe a rurális térségre terjedt ki elsősorban, hiszen a két világháború közti időszakban Európa számos országában, köztük Románia, Magyarország, sőt még Franciaországban is a mezőgazdaság volt a lakosság fő tevékenységi területe, az országok többségének lakosságán belül a parasztság létszáma volt a legmagasabb. D. Gusti úgy választotta ki a vizsgálandó falvakat, hogy azok együttesen reprezentálják a különböző természeti adottságokat (hegyvidék, alföld, folyópart).
Kutató csoportjaival az aktuális társadalmi valóságot tárta fel gazdasági, szellemi (vallási, esztétikai, erkölcsi, filozófiai értékek) jogi és politikai szempontok szintetikus összességeként. „A mások által végzett monografikus kutatásokhoz képest Gusti abban látta saját módszerének eredetiségét, hogy az adott társadalmi egységben kivétel nélkül minden lényeges vonást tanulmányoz.” Elemezték a falu és a falut körülvevő környezet közti viszonyt, a falu ehhez való passzív vagy aktív alkalmazkodását, vizsgálták a lakosságot (születés, halálozás, házasság, vándorlás), a falu faji összetételét az antopometria és a vércsoportok alapján. Vizsgálták a falu biológiai kereteit (táplálkozás, higiénia, betegségek, gyógymódok). Tanulmányozták a történelmi és pszichológiai keretet, azaz a falu múltját és szellemi életét.
Részletesen tárták fel a társadalmi és politikai megnyilvánulásokat, a gazdasági helyzetet, a szellemi életet (vallás), a jogi megnyilvánulásokat (bűnözés). Az adatok ilyen mélységű feltárása dinamikus elemzéseket tett lehetővé. A kutatások során az 1930-as években Gusti egyik főmunkatársa (halála után utódja a katedrán) többek közt Henri H. Stahl, magyarok közül Imreh István, Venczel József, Lükő Gábor ápoltak közelebbi szakmai, baráti kapcsolatot a professzorral.

## Főbb munkái
- Egoismus und Altruismus, 1904
- Die soziologischen Bestrebungen in der neuen Ethik, 1908
- Cosmologia elenă, 1929
- Sociologia militans, (volumul I, 1935; volumele I și II, 1946)
- Cunoaștere și acțiune în serviciul națiunii (2 volume), 1939
- Problema sociologiei, 1940
- La science de la realité sociale, 1941.
- Enciclopedia României. Vol. I-IV, Bucharest 1938, 1938–1943

## Magyarul megjelent művei
- A szociológiai monográfia; vál., ford., bev., jegyz. Balázs Sándor; Kriterion, Bukarest, 1976. 319 o., [1] t. ill. (magyar-román közös kiadás, Téka sorozat)